# Шляхова Ольга Василівна
О́льга Васи́лівна Шля́хова (* 1976) — українська баскетболістка, виступала на позиції центрової. Чемпіонка Європи 1996 року, дворазова чемпіонка України.

## З життєпису
Народилась 1976 року в місті Харків. Вихованка Харківської ДЮСШ № 2. Від 1993 року виступала за БК «Динамо».
1995 року в складі збірної України на Чемпіонаті Європи, відіграла 5 матчів.
У 2000 року підписує контракт із словацькою командою; стає переможницею Чемпіонату Словаччини.
Згодом виступала в Угорському та Турецькому чемпіонатах. У 2004-го підписала контракт з новосибірським клубом «Динамо-Енергія». Наступного сезону переходить в оренбурзьку «Надєжду». У 2008 року закінчила виступи.

Чемпіонка Жіночого Євробаскету-1995.
Півфіналістка Олімпійських ігор 1996 року.
Чемпіонка України 1994, 1995 й 1996 років.
Срібна призерка чемпіонату України 1997 року.
Бронзова призерка чемпіонату України 1999 року.
2001 — Чемпіонка та володарка Кубка Словаччини.
2002 — Фіналістка Euroleague Women.
2003 — Півфіналістка Єврокубка ФІБА.
2003 — Бронзова призерка чемпіонату Угорщини.
2004 — Срібна призерка чемпіонату Туреччини.
Виступала за:
- Динамо-НПУ (Київ) (1993—2000)
- КМБК Ружомберок (Ружомберок) (2000—2001)
- Шопрон баскет (Шопрон) (2001—2002)
- Ердемір (Зонгулдак) (2003—2004)
- Динамо (Новосибірськ) (2004—2005)
- Надєжда (Оренбург) (2005—2007)